# アシーナ・カーカニス
アシーナ・カーカニス（Athena Karkanis）はカナダを中心に活躍している女優｡

## 略歴
主に舞台やTVで活躍。
2007年のTVシリーズ『The Best Years』にドーン・ヴァルガス役でレギュラー出演しているほか、TVアニメ・シリーズ『Skyland』で声の出演を務めている。
2007年の『ソウ4』にペレーズ捜査官役で出演し､2009年の『ソウ6』にも登場。
他の代表作にジョージ・A・ロメロ監督の『サバイバル・オブ・ザ・デッド』など。

## 出演作品
- 2007年 『ソウ4』Saw IV
- 2008年 『アート オブ ウォー2』The Art of War II: Betrayal
- 2008年 『REPO! レポ』Repo! The Genetic Opera
- 2009年 『サバイバル・オブ・ザ・デッド』Survival of the Dead
- 2009年 『ソウ6』Saw VI
- 2015-2016年 エクスパンス -巨獣めざめる-テレビドラマシリーズ
- 2018年 『ハウス・オブ・カード 野望の階段』テレビドラマシリーズ
- 2018-2023年 『マニフェスト』テレビドラマシリーズ